# Hygrophorus queletii
Hygrophorus queletii (Giacomo Bresadola, 1881) din încrengătura Basidiomycota, în familia Hygrophoraceae și de genul Hygrophorus, este o specie foarte rară de ciuperci comestibile care coabitează, fiind un simbiont micoriza (formează micorize pe rădăcinile arborilor). O denumire populară nu este cunoscută. În România, Basarabia și Bucovina de Nord trăiește în păduri de conifere, numai sub larici în locuri ierboase, adesea împreună cu Suillus grevillei, crescând în grupuri mai mari sau mai mici. Apare preponderent la munte din iulie (august) până în noiembrie.

## Taxonomie

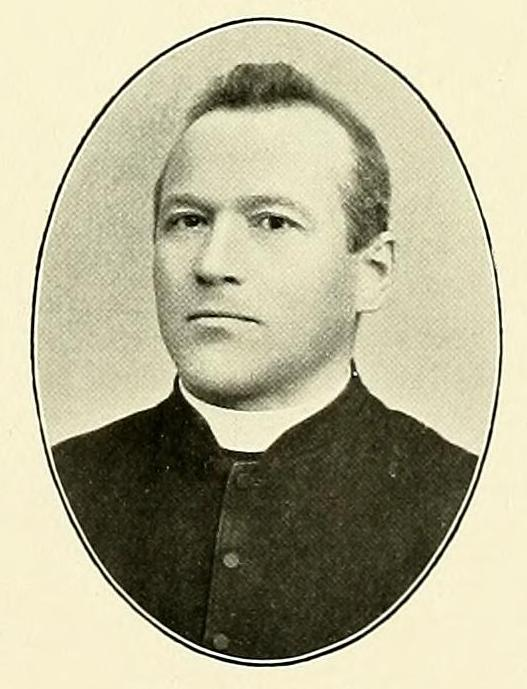
G. Bresadola

Numele binomial a fost determinat de cunoscutul micolog italian Giacomo Bresadola drept Hygrophorus queletii în volumul 1 al operei sale Fungi Tridentini din 1881, fiind și numele curent valabil (2023).
Sinonim obligatoriu este Limacium queletii al botanistului și micologului german Paul Christoph Hennings (1841-1908) din 1898, bazând pe descrierea lui Bresadola. 
Alte încercări de redenumire sau variații descrise nu sunt cunoscute.
Epitetul specific a fost hotărât de Bresadola în onoarea cunoscutului micolog francez Lucien Quélet.

## Descriere

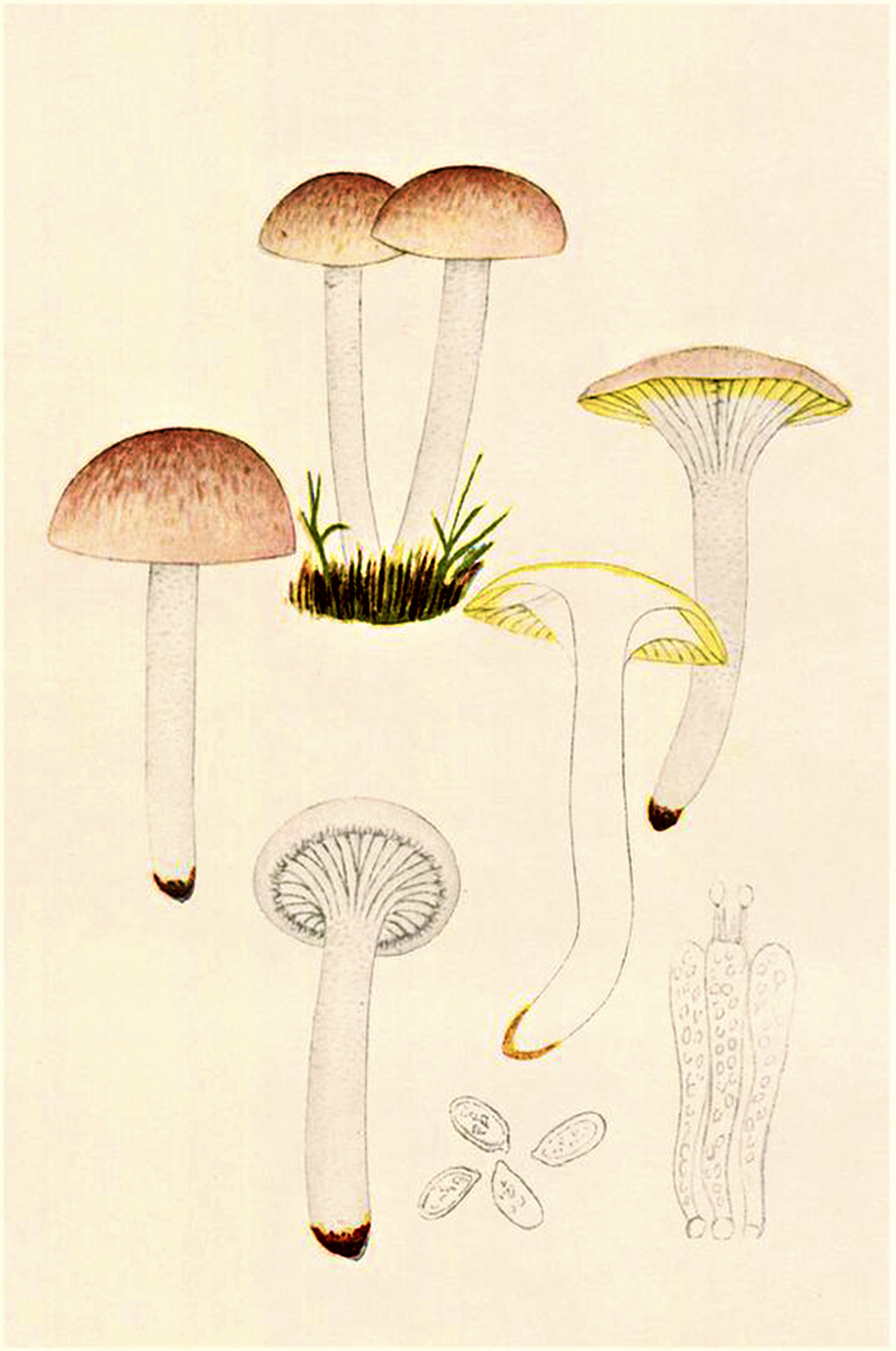
Bres.: Hygrophorus queletii

- Pălăria: fibroasă și destul de cărnoasă de obicei cu un diametru de 3-6 (8) cm este inițial aproape emisferică cu marginea răsucită spre inferior și franjurată, apoi convexă cu o cocoașă mică tocită, nu aplatizând total la bătrânețe, dar uneori slab deprimată în centru. Cuticula încarnat-fibroasă, dezvoltând cu timpul în centru solzișori fini care sunt ușor de îndepărtat, este uscată, dar lipicioasă când este umed. Coloritul este albicios, alb ca fildeșul până la crem-albicios, spre mijloc ruginiu.
- Lamelele: ceva elastice, groase și distanțate, cu lameluțe intercalate, ocazional și bifurcate, sunt adnate și slab decurente la picior. Coloritul este albicios cu reflexe de culoarea cărnii somonului.
- Piciorul: solid, destul de cărnos, fibros longitudinal și plin pe dinăuntru cu o lungime de 4-8 (10) cm și o lățime de 0,8-1,5 (2) cm este esențial cilindric, spre bază însă ascuțit. Suprafața uscată, uneori slab cleioasă și golașă este albă, ocazional cu nuanțe gălbuie, îngălbinind în varstä mai puternic. Nu reacționează la apăsare și nu poartă un inel.
- Carnea: destul de compactă și fermă este albă, sub cuticulă galbenă. Nu se decolorează după tăiere. Mirosul este imperceptibil, iar gustul blând și ceva de migdale amare.[3][4]
- Caracteristici microscopice: are spori netezi, hialini (translucizi), neamilozi, elipsoidali, apiculați spre vârf, cu o mărime de 8-9 x 4-5 microni. Pulberea lor este albă. Basidiile clavate cu 4 sterigme (rareori doar două) fiecare au o dimensiune de 50-60 x 6-8 microni. Trama himenoforului este bilaterală. Cistidele (elemente sterile situate în stratul himenal sau printre celulele din pielița pălăriei și a piciorului, probabil cu rol de excreție) lipsesc.[7]
- Reacții chimice: carnea se decolorează cu Hidroxid de potasiu gălbui.[8]

## Confuzii
În mod general, Hygrophorus queletii poate fi confundat cu ciuperci comestibile mai mult sau mai puțin savuroase aceleiași specii cum sunt: Hygrophorus agathosmus (comestibil), Hygrophorus chrysodon (comestibil), Hygrophorus gliocyclus (comestibil, Hygrophorus hedrychii (comestibil, se dezvoltă sub mesteceni, fără miros și gust specific), Hygrophorus ligatus (comestibil, se dezvoltă sub molizi, fără miros sau gust specific) Hygrophorus nemoreus (comestibil), pălărie mai închisă, cuticula uscând repede, fără miros sau gust specific), Hygrophorus poetarum (comestibil, se dezvoltă tot sub fagi, dar cu miros fructuos și roz sub cuticulă, destul de rar), Hygrophorus pudorinus (comestibil, de valoare culinară foarte scăzută), sau Hygrophorus unicolor sin. Hygrophorus leucophaeus (comestibil) + imagini.

## Specii asemănătoare în imagini

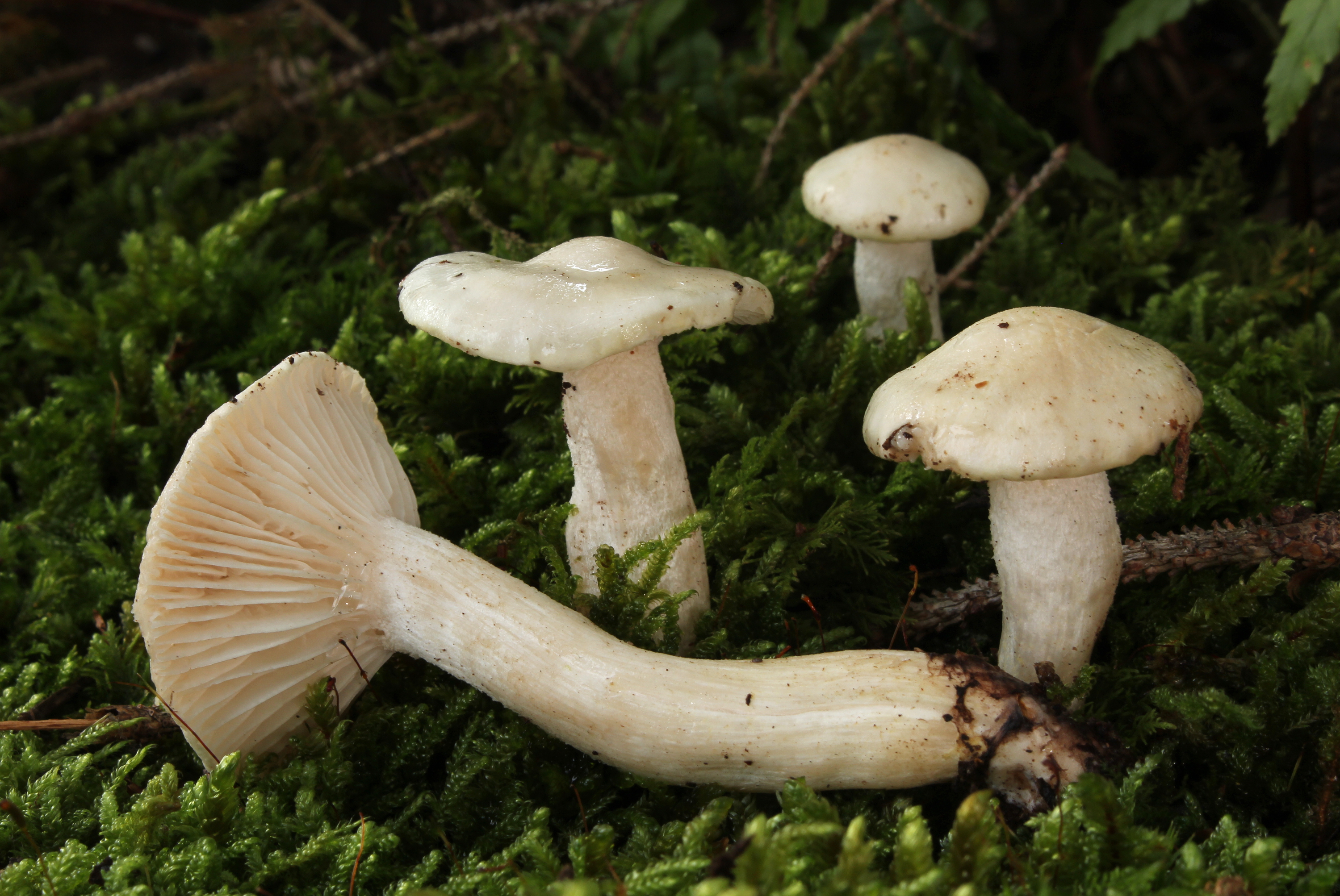
Hygrophorus agathosmus
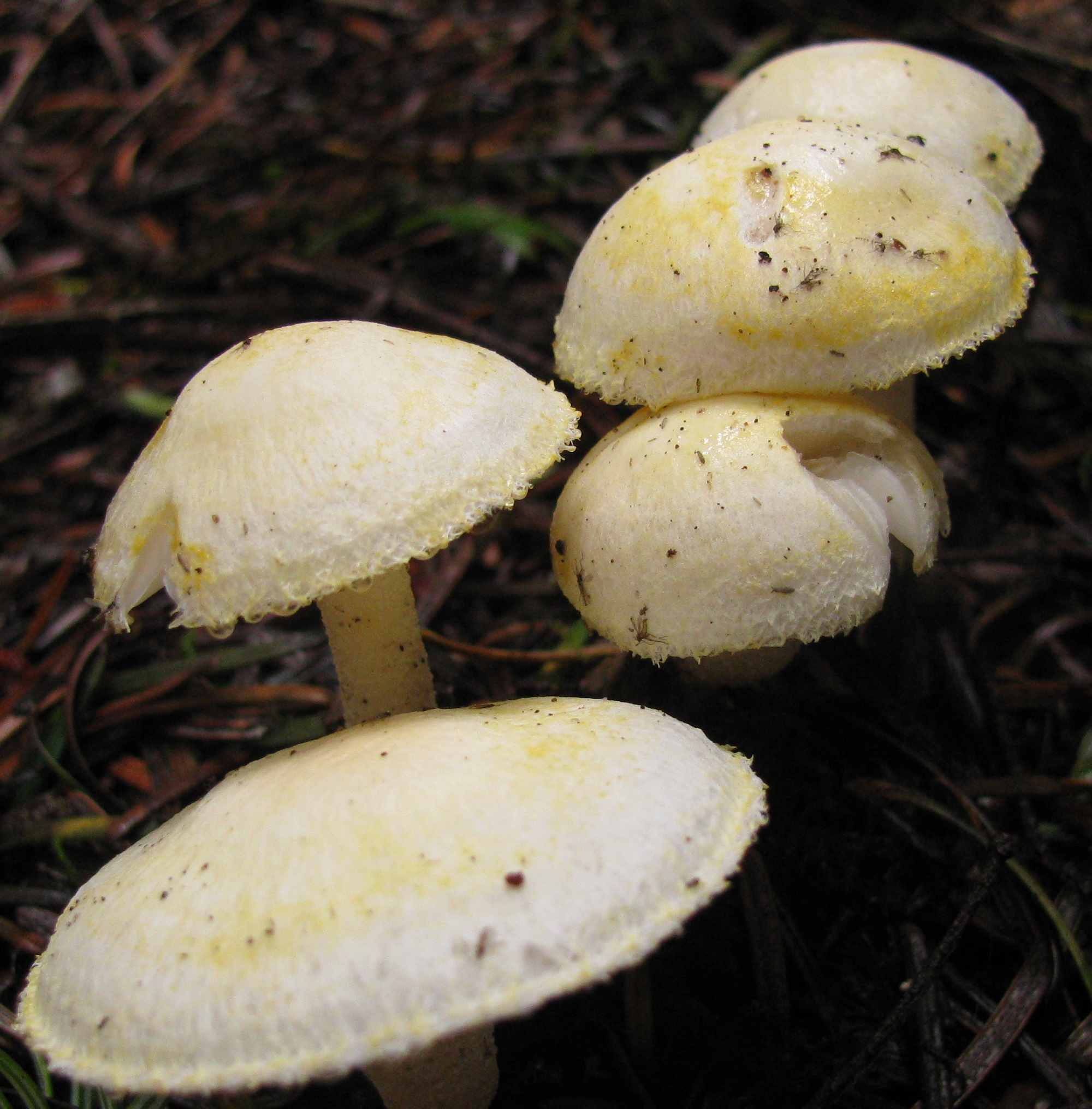
Hygrophorus chrysodon
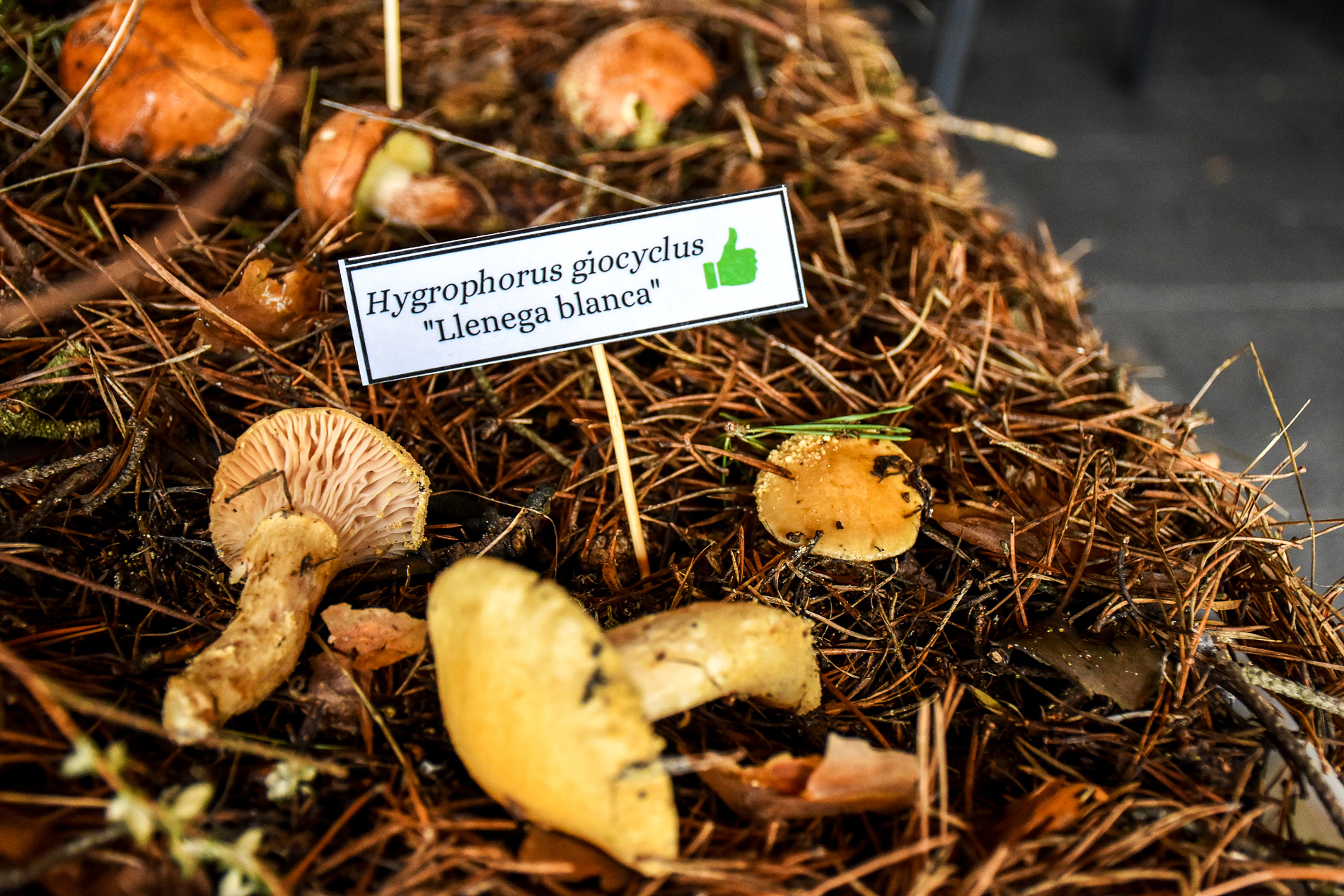
Hygrophorus gliocyclus
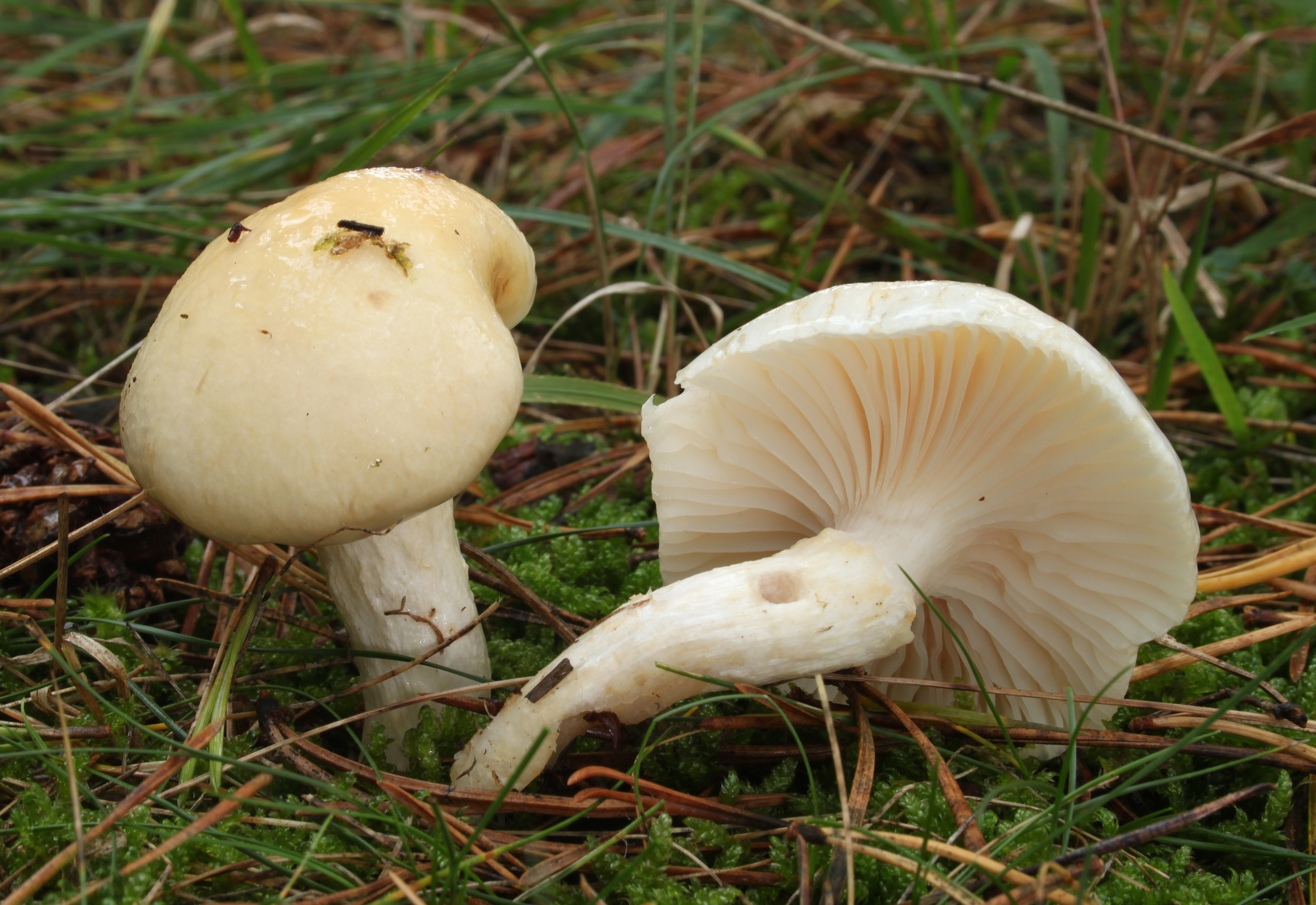
Hygrophorus ligatus

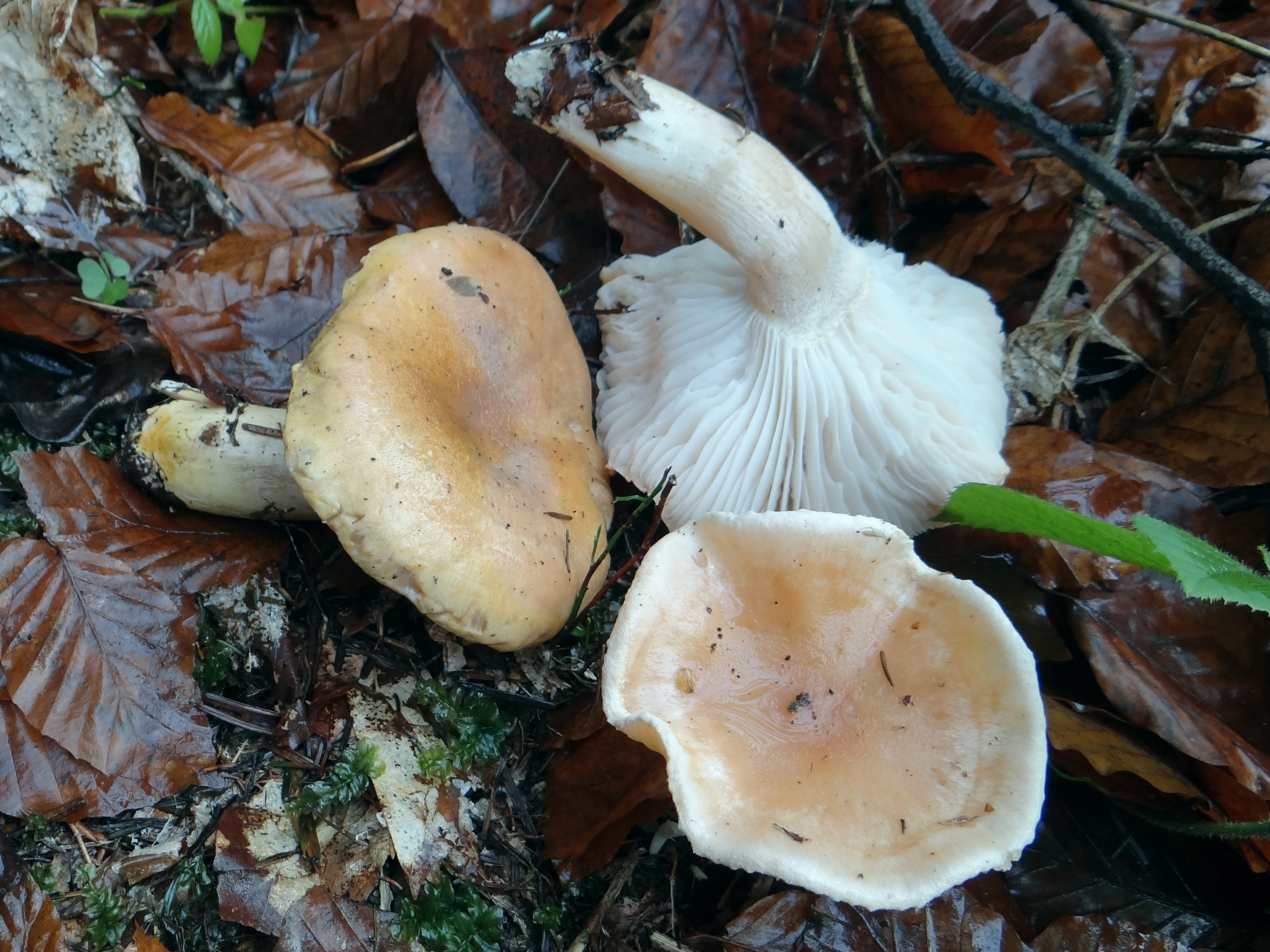
Hygrophorus nemoreus
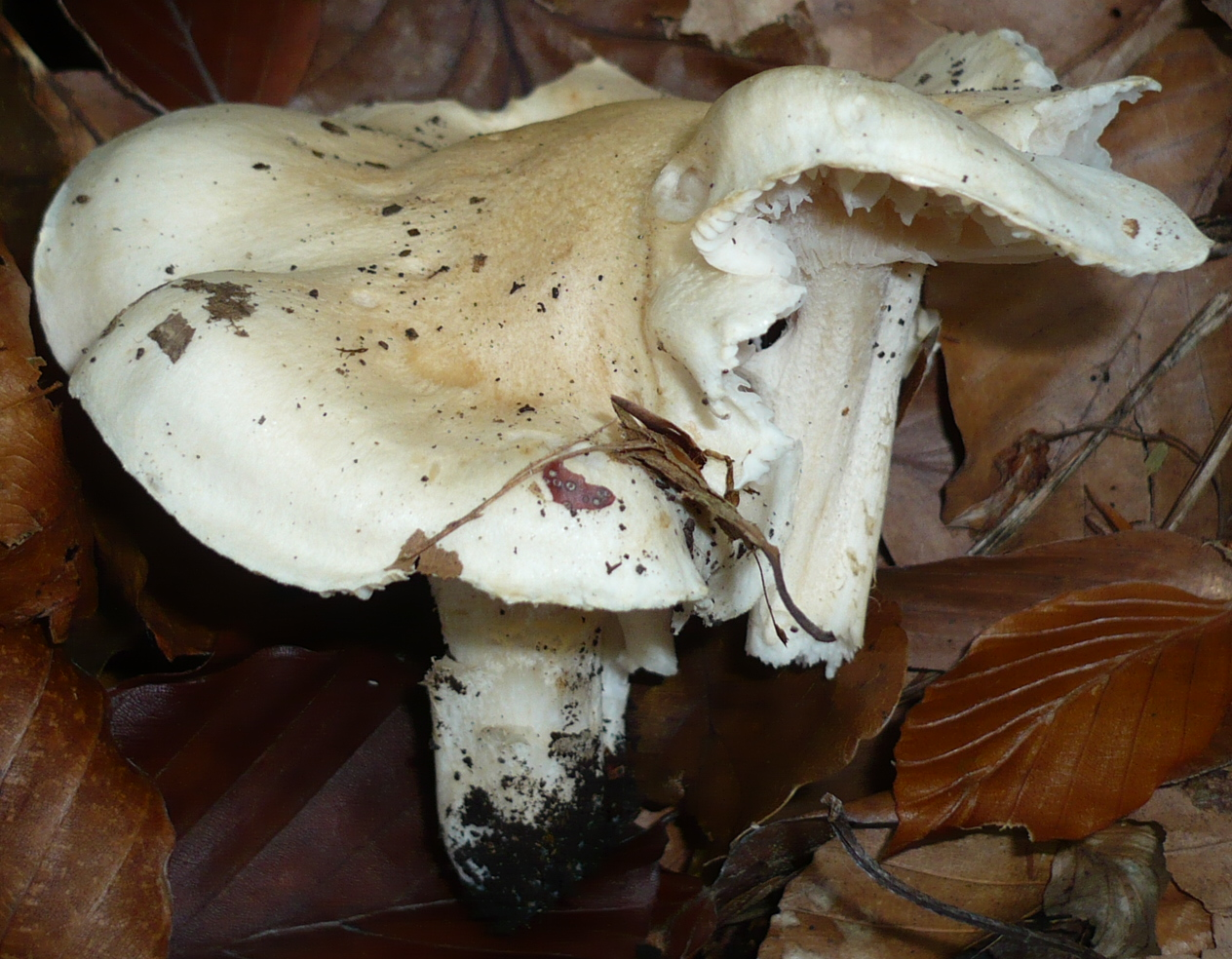
Hygrophorus poetarum
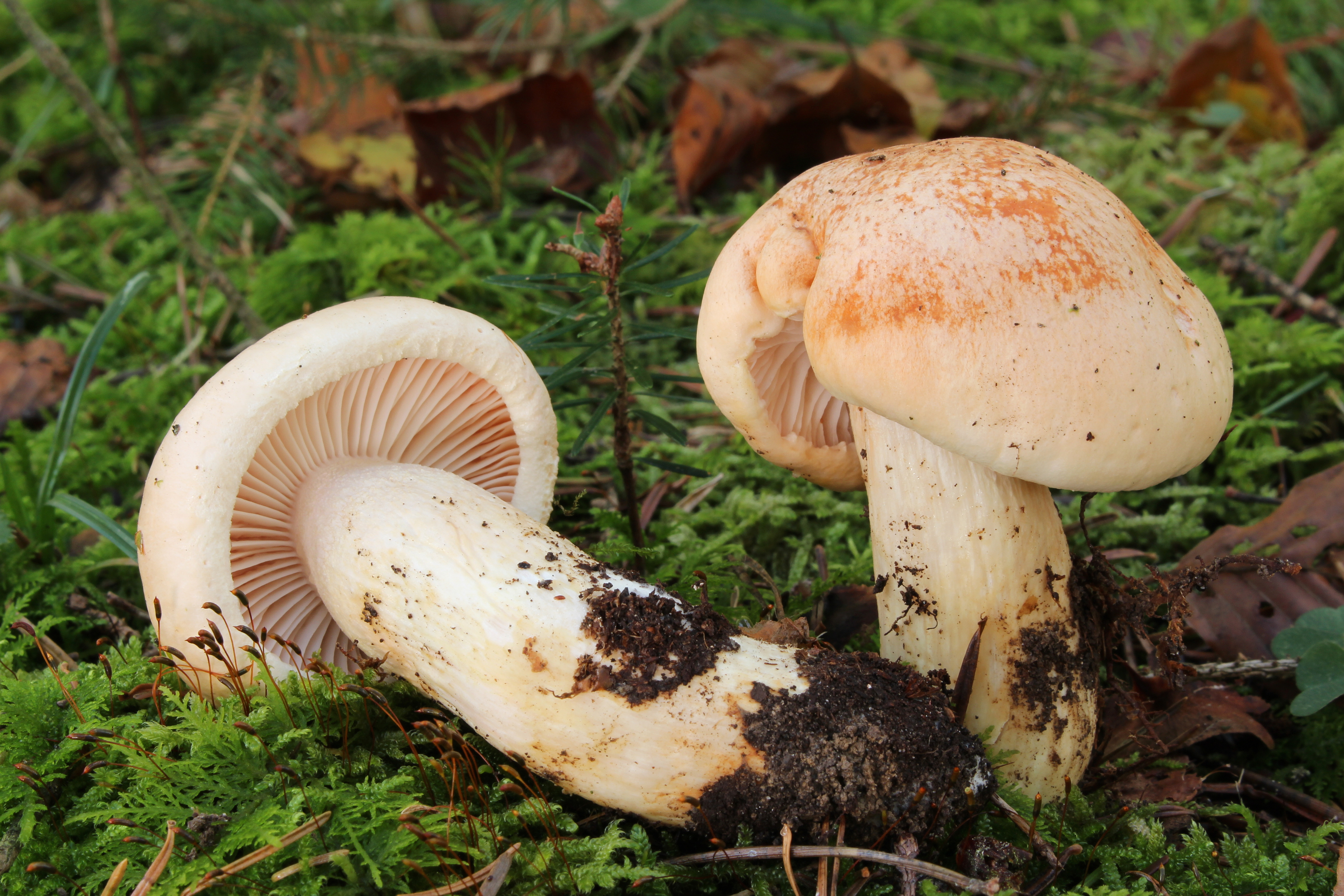
Hygrophorus pudorinus

## Valorificare
Hygrophorus queletii este o specie comestibilă de calitate mediocră. Datorită rarității, ar trebui însă fi cruțată și lăsată la loc.